# Distrito de Nadia
Nadía es un distrito de la India en el estado de Bengala Occidental.
- নদিয়া জেলা en letra bengalí
- /nodía shéla/
- Nadiẏā Jēlā (‘distrito Nadía’)

Comprende una superficie de 3927 km².
El centro administrativo es la ciudad de Krishnanagar.

## Demografía
Según el censo 2011, Nadía contaba con una población total de 5 168 488 habitantes, de los cuales 2 513 432 eran mujeres y 2 655 056 varones.

## Ciudades importantes
En Nadía se encuentran varias localidades importantes:
Nabadwip, que fue la capital de Bengala durante el Imperio sena (entre 1159 y 1206).
Krishnanagar, la capital del distrito Nadía. Se encuentra a orillas del río Yalangui. Recibió ese nombre por el rey Krishna Chandra Rai (1728-1782).
Kaliani fue identificada (y nombrada) por B. C. Roy (1882-1962, ministro de Bengala Occidental) para que fungiera como una alternativa a la ciudad de Calcuta (capital de Bengala), de la que se encuentra a 50 km de distancia.
Ranaghat, ciudad religiosa situada a 74 km al norte de Calcuta.
Tehatta es la subdivisión más moderna del distrito Nadíia.
Dhubulia tiene el hospital para tuberculosos más grande de toda Asia y tiene su propio aeropuerto, el cual ya estaba en uso en 1947, bajo el periodo de invasión británica.

### Otras
- Aistala
- Chakdaha